# Monster Girl Doctor
Monster Girl Doctor (モンスター娘のお医者さん?, Monsutā musume no oisha-san) è una serie di light novel scritta da Yoshino Origuchi e illustrata da Z-Ton. Shueisha iniziò a pubblicare la serie sotto l'etichetta Dash X Bunko il 24 giugno 2016 e diede alle stampe l'ultimo capitolo il 25 marzo 2022.
Un adattamento manga, scritto da Yoshino Origuchi e disegnato da Tetsumaki Tomasu, è stato serializzato sulla rivista digitale Comic Ryū Web di Tokuma Shoten il 26 febbraio 2018, mentre un secondo adattamento manga, scritto dallo stesso Yoshino Origuchi e disegnato da Mitsuhiro Kimura, è stato serializzato sulla rivista digitale Suiyōbi wa Mattari Dash X Comic di Shueisha il 26 luglio 2020.
Ne è stato tratto anche un adattamento anime, prodotto dallo studio Arvo Animation e trasmesso in Giappone dal 12 luglio al 27 settembre 2020.

## Trama
Nella città di Lindworm, dove convivono mostri e umani e dove in precedenza si è scatenata una grande battaglia tra di loro, il dottor Glenn Litbeit gestisce una clinica medica per ragazze mostro insieme alla sua assistente lamia Saphentite Neikes. Nonostante abbia a che fare con esse, il ragazzo riesce a svolgere il suo lavoro con grazia e fiducia, con la conseguenza che le ragazze finiscono per dichiarargli il loro amore.

## Personaggi
Glenn Litbeit (グレン・リトバイト?, Guren Ritobaito)
Doppiato da: Shun'ichi Toki
Glenn Litbeit è il protagonista della serie. Glenn è piuttosto umile e accomodante. Si preoccupa di più dei suoi pazienti e fa ciò che è meglio per loro. È anche straordinariamente altruista. Ha fatto di tutto per aiutare e salvare gli altri senza nulla in cambio. È anche in grado di mantenere la sua compostezza e professionalità indipendentemente dalla situazione, come lavorare durante un attacco di banditi o ignorare le reazioni che suscita da alcuni dei suoi pazienti durante gli esami. Glenn ha sottili capelli blu scuro e occhi azzurri. Indossa un lungo cappotto bianco con una semplice camicia nera, pantaloncini corti blu e sandali e porta una borsa a tracolla.
Saphentite Neikes (サーフェンティット・ネイクス?, Sāfentitto Neikusu)
Doppiata da: Saori Ōnishi
Sapphee fa parte della specie lamia, un mostro mezzo umanoide e mezzo serpente. Ha un lungo corpo serpentino bianco che scende dalla sua vita con lunghi capelli d'argento lunghi fino alla vita. È diligente nel suo lavoro, ma lascia facilmente che la gelosia influenzi le sue azioni. È molto protettiva nei confronti di Glenn e vuole trascorrere il suo futuro con lui.
Tisalia Scythia (ティサリア・スキュテイアー?, Tisaria Sukyuteiā)
Doppiata da: Sarah Emi Bridcutt
Tisalia è un centauro con i capelli d'oro e gli occhi azzurri. Indossa un vestito con colletto a balze, maniche a sbuffo, protezioni per i polsi e gonna a pieghe. La sua metà cavallo è considerevolmente più alta e più muscolosa della maggior parte degli altri centauri e la sua metà umana è snella ma voluttuosa. Molto orgogliosa e diretta con ciò che vuole. Non le piace il dolore. È anche piuttosto vanitosa riguardo al suo aspetto, orgogliosa della sua bellezza e della figura procace ma magra della sua metà umana. Nonostante il suo status di nobile, non ha paura del duro lavoro, si allena costantemente per i suoi combattimenti nell'arena e traina personalmente la carrozza che ha portato Saphee e Glenn al villaggio delle arpie.
Lulala Heine (ルララ・ハイネ?, Rurara Haine)
Doppiata da: Yukiyo Fujii
Lulala Heine è una sirena e ha i capelli biondi con gli occhi color smeraldo. È molto minuta con vivaci pinne gialle e nere sulla coda. È molto fiduciosa e possiede una voce incantevole che usa per guadagnare soldi per la sua famiglia ed è molto altruista. Possiede anche un atteggiamento leggermente maschiaccio ed è estremamente coraggiosa, disposta a intraprendere qualsiasi missione che il drago Skadi le chieda e ad arrabbiarsi se qualcuno mette in dubbio la sua capacità di farlo. Non ha esitato a salvare un ragazzo che stava annegando anche quando le sue branchie non funzionavano bene, ed era triste quando la sua parte di missione era finita, solo per tornare e aiutare Kunai a sconfiggere il nemico che stava combattendo.
Arahnia Taranterra Arachnida (アラーニャ・タランテラ・アラクニダ?, Arānya Tarantera Arakunida)
Doppiata da: Yū Shimamura
Arahnia è una donna aracne, quindi ha il corpo per metà umano (nella parte superiore) e per metà ragno (nella parte inferiore). Arahnia è piuttosto insensibile nella sua ricerca di ciò che vuole. Desidera sedurre Glenn solo per portarlo via da Saphee e insegue ardentemente Illy per vedere le sue piume. È anche estremamente intelligente tanto che è stata in grado di usare la logica per confondere Tisalia.
Skadi Dragenfelt (スカディ・ドラーゲンフェルト?, Sukadi Dorāgenferuto)
Doppiata da: Atsumi Tanezaki
Skadi è un drago e ha i capelli blu, le corna dorate e una coda che si abbina alle sue corna e ai suoi capelli. Sotto le sue vesti il suo corpo è snello e minuscolo. Sebbene Skadi abbia una voce molto tranquilla, è chiaro che prende molto sul serio i suoi doveri di Creatore di Lindworm. Anche se questo non significa che sia arrogante, anzi, è esattamente l'opposto. Skadi è onesta e umile. Quando fu infestata dal suo tumore era cupa, stoica e malinconica per la sua morte finché Glenn non la convinse a farsi curare. Dopo il trattamento diventa brillante, allegra, positiva, di spirito libero e un po' infantile.
Kunai Zenow (苦無・ゼナウ?, Kunai Zenau)
Doppiata da: Maki Kawase
Kunai è un golem di carne, un essere artificialmente formato da parti di cadaveri cuciti insieme. Il suo fisico è atletico ma sinuoso anche se parti di lei come il braccio destro sono relativamente più muscolose. Ha occhi di bronzo con lunghi capelli neri raccolti in una coda di cavallo e una pergamena arrotolata attaccata alla parte posteriore del collo che è la fonte della sua sensibilità e personalità. Estremamente diretta e leale. Farà qualsiasi cosa per proteggere il suo padrone, che è Skadi. Mostra abilità in battaglia. Non ama i dottori.
Illy (イリィ?, Irii)
Doppiata da:  Sayumi Suzushiro
Illy è un'arpia con occhi verde chiaro, capelli e piume rosso ramato simili. Le sue gambe sono lunghe e terminano con artigli. Imbronciata e irritante durante la sua muta quando non era in grado di volare, Illy ha dimostrato di essere uno spirito libero e ribelle, amando la libertà di volare dove desiderava. Dopo la sua muta si è mostrata allegra, di spirito libero e civettuola mentre invitava Glenn a fare il bagno con lei.
Memé Redon (メメ・ルドン?, Meme Rudon)
Doppiata da: Miho Okasaki
Memé è un ciclope ed è molto minuta e ha i capelli viola scuro e un solo occhio color viola brillante. Ha dimostrato di essere autoironica e negativa, vedendo il peggio in se stessa e negli altri, pensando di non essere buona e brutta mentre pensa che chiunque sia gentile con lei abbia un secondo fine. Può anche diventare caustica e persino violenta quando si imbarazza.
Kay Arte (ケイ・アルテ?, Kei Arute)
Doppiata da: Fairouz Ai
Kay è un centauro dal colore marrone chiaro e dettagli bianchi sulle zampe e zoccoli neri dove indossa ferri di cavallo argentati. Kay è stata adottata, insieme a sua sorella Laona Arte (ローナ・アルテ?, Rōna Arute), dalla famiglia Schytia durante il periodo della guerra tra umani e mostri, sono cresciute con gli aiutanti di Tysalia.
Dione Nephilim (ディオネ・ネフィリム?, Dione Nefirimu)
Doppiata da: Hisako Kanemoto
Dione è una gigante. È gentile e dolce e cerca di non schiacciare gli animali con i piedi.
Cthulhy Squele (クトゥリフ・スキュル?, Kuturifu Sukyuru)
Doppiata da: Yukana
Cthulhy è una scilla. Appare come una donna estremamente voluttuosa nella sua mezza età con i capelli rossi e gli occhiali con gli occhi azzurri. La sua metà inferiore è quella di un calamaro rosso con otto tentacoli. Essendo il capo dell'ospedale centrale di Lindworm, Cthuly è un'infermiera professionista e ha l'abitudine di masticare o mordere i suoi tentacoli ogni volta che è ansiosa o irritata per qualcosa.
Aluloona Loona (アルルーナ・ルーナ?, Arurūna Rūna)
Doppiata da: Yō Taichi
Aluloona Loona è una mandragora. È un membro del consiglio comunale responsabile dell'agricoltura.

## Media

### Light novel
La serie è stata pubblicata da Shueisha sotto l'etichetta Dash X Bunko dal 24 giugno 2016 al 25 marzo 2022 con un totale di dieci light novel.

#### Volumi
| Nº | Data di prima pubblicazione | Data di prima pubblicazione | Data di prima pubblicazione |
| Nº | Giapponese                  | Giapponese                  |                             |
| -- | --------------------------- | --------------------------- | --------------------------- |
| 1  | 24 giugno 2016              | ISBN 978-4-08-631120-5      |                             |
| 2  | 22 dicembre 2016            | ISBN 978-4-08-631160-1      |                             |
| 3  | 23 giugno 2017              | ISBN 978-4-08-631188-5      |                             |
| 4  | 23 febbraio 2018            | ISBN 978-4-08-631231-8      |                             |
| 5  | 21 dicembre 2018            | ISBN 978-4-08-631284-4      |                             |
| 6  | 25 luglio 2019              | ISBN 978-4-08-631321-6      |                             |
| 7  | 22 novembre 2019            | ISBN 978-4-08-631340-7      |                             |
| 0  | 25 marzo 2020               | ISBN 978-4-08-631358-2      |                             |
| 8  | 22 luglio 2020              | ISBN 978-4-08-631373-5      |                             |
| 9  | 25 febbraio 2021            | ISBN 978-4-08-631403-9      |                             |
| 10 | 25 marzo 2022               | ISBN 978-4-08-631460-2      |                             |

### Manga

#### Monsutā musume no oisha-san
Il primo adattamento manga, intitolato Monsutā musume no oisha-san è stato scritto da Yoshino Origuhi e disegnato da Tetsumaki Tomasu ed è stato serializzato sulla rivista digitale Comic Ryū Web di Tokuma Shoten dal 26 febbraio 2018. Al 13 marzo 2020, il manga conta due volumi tankōbon.

##### Volumi
| Nº | Data di prima pubblicazione | Data di prima pubblicazione | Data di prima pubblicazione |
| Nº | Giapponese                  | Giapponese                  |                             |
| -- | --------------------------- | --------------------------- | --------------------------- |
| 1  | 12 gennaio 2019             | ISBN 978-4-19-950666-6      |                             |
| 2  | 13 marzo 2020               | ISBN 978-4-19-950700-7      |                             |

#### Monsutā musume no oisha-san 0
Il secondo adattamento manga, intitolato Monsutā musume no oisha-san 0, scritto dallo stesso Yoshino Origuchi e disegnato da Mitsuhiro Kimura, è stato serializzato sulla rivista digitale Suiyōbi wa Mattari Dash X Comic di Shueisha a partire dal 26 luglio 2020. Al 18 giugno 2021, il manga conta due volumi tankōbon.

##### Volumi
| Nº | Data di prima pubblicazione | Data di prima pubblicazione | Data di prima pubblicazione |
| Nº | Giapponese                  | Giapponese                  |                             |
| -- | --------------------------- | --------------------------- | --------------------------- |
| 1  | 19 febbraio 2021            | ISBN 978-4-08-891811-2      |                             |
| 2  | 18 giugno 2021              | ISBN 978-4-08-892016-0      |                             |

### Anime
Un adattamento anime è stato annunciato da Bandai Namco Arts il 14 novembre 2019. La serie è stata prodotta da Arvo Animation e diretta da Yoshiaki Iwasaki, con Hideki Shirane che si è occupato della composizione della serie, Hiromi Kato del character design e TO-MAS della colonna sonora. La serie è andata in onda dal 12 luglio al 27 settembre 2020 sulla rete Tokyo MX, KBS, SUN e BS11. La sigla d'apertura è Campanella hibiku sora de (カンパネラ響く空で?)  eseguita dal gruppo ARCANA PROJECT, mentre la siglia di chiusura è Yasashisa no namae (やさしさの名前?) eseguita da Aina Suzuki. In Italia, la serie viene pubblicata in simulcast su Crunchyroll così come nel resto del mondo.

#### Episodi
| Nº | Titolo italiano Giapponese 「Kanji」 - Rōmaji                                                         | In onda           | In onda |
| Nº | Titolo italiano Giapponese 「Kanji」 - Rōmaji                                                         | Giapponese        |         |
| 1  | La centaura dell'arena 「闘技場のケンタウロス」 - Tōgi-ba no kentaurosu                               | 12 luglio 2020    |         |
| 2  | La sirena dei canali 「水路街のマーメイド」 - Suiro-gai no māmeido                                    | 19 luglio 2020    |         |
| 3  | Il golem di carne che odia i dottori 「医者嫌いのフレッシュゴーレム」 - Isha-girai no furesshu gōremu | 26 luglio 2020    |         |
| 4  | La lamia con una malattia incurabile 「不治の病のラミア」 - Fuji-no-yamai no ramia                    | 2 agosto 2020     |         |
| 5  | La centaura con la slogatura 「捻挫のケンタウロス」 - Nenza no kentaurosu                             | 9 agosto 2020     |         |
| 6  | L'arpia che non riusciva a volare 「飛べないハーピー」 - Tobenai hāpī                                 | 16 agosto 2020    |         |
| 7  | L'aracne edonista 「Kyōraku no arakune」 - 享楽のアラクネ                                             | 23 agosto 2020    |         |
| 8  | L'attacco dei gigas 「進撃のギガス」 - Shingeki no gigasu                                             | 30 agosto 2020    |         |
| 9  | Il drago collassato 「倒れたドラゴン」 - Taoreta doragon                                              | 6 settembre 2020  |         |
| 10 | La ciclope complessata 「自虐のサイクロプス」 - Jigyaku no saikuropus                                 | 13 settembre 2020 |         |
| 11 | L'operazione più importante di Lindworm 「リンド・ヴルム大手術」 - Rindo Vurumu dai shujutsu          | 20 settembre 2020 |         |
| 12 | Il dottore della città del drago 「竜の街のお医者さん」 - Ryū no machi no oishasan                    | 27 settembre 2020 |         |